# Miguel Hidalgo (distrikt)

sköld i delegationen Miguel Hidalgo

plats i delegationen Miguel Hidalgo i Mexico City

Miguel Hidalgo är en av 16 delegaciónes och ligger i nordvästra Mexico City. Det är en välmående del av staden med colonias så som Lomas de Chapultepec där svenska och många andra ambassader ligger, och Polanco där fasionabla affärer trängs med restauranger. Större stråk som korsar genom är; Paseo de la Reforma, Paseo de las Palmas och Periférico.
Här ligger även presidentpalatset Los Pinos, kejsarpalatset Castillo de Chapultepec flera museer så som Museo Nacional de Antropología, Museo de Arte Moderno, Museo Rufino Tamayo och Museo Nacional de Historia.
En av stadens mer kända skolor Instituto Cumbres, som drivs av Legionarios de Cristo ligger i Lomas. 
Delegacionen har fått sitt namn efter Miguel Hidalgo, en av anstiftarna av resningen mot Spanien.